# Сосновка (Бакалинський район)
Сосно́вка (рос. Сосновка, башк. Сосновка) — присілок (у минулому селище) у складі Бакалинського району Башкортостану, Росія. Входить до складу Бакалинської сільської ради.
Населення — 254 особи (2010; 327 у 2002).
Національний склад:
- татари — 39 %
- башкири — 28 %

Старі назви — Бакалинський лісхоз, Лісхоза.